# Göran Wirén
Hans Göran Halfred Wirén, född 19 december 1941 i Karlshamns församling, Blekinge län, död 29 januari 1990 i Johannes församling, Stockholm,
var en svensk kultur- och samhällsjournalist med Frankrike som specialitet. 
Wirén växte upp i folkhögskolemiljö i Bräkne-Hoby; båda föräldrarna var verksamma vid Blekinge läns folkhögskola där. Efter att ha blivit fil. mag. i franska och nordiska språk i Lund och genomgått Lärarhögskolan i Malmö fick han 1973 anställning som svensk utlandslektor vid universitetet Paris IV (Sorbonne), där han stannade till 1980. Under Paristiden började han regelbundet medarbeta i  Obs! – kulturkvarten i Sveriges Radios P1. Främst presenterade han böcker om franskt kultur- och samhällsliv men gjorde också intervjuer och bevakade teaterhändelser. 
Vid återkomsten till Sverige bosatte han sig i Stockholm, där han började medarbeta regelbundet även på Dagens Nyheters kultursida. Han skrev dels artiklar med anknytning till Frankrike, dels notiser där han på ett humoristiskt sätt kåserade kring vardagshändelser. 
Göran Wirén var starkt engagerad mot rasism och spelade en roll i samband med att den franska ungdomsrörelsen SOS Racisme bildades. Denna rörelse tilldelades Dagens Nyheters och Politikens frihetspris 1985.  
Vid sidan om journalistiken undervisade han i svenska som andraspråk vid Stockholms universitet och AMU-center Liljeholmen samt ägnade sig åt översättningar från franska. Han var värd för programmet Sommar  i Sveriges Radios P1 den 1 augusti 1988.
Göran Wirén är begravd på Bräkne-Hoby kyrkogård.